# Гальченко Анатолій Васильович
Анато́лій Васи́льович Га́льченко (*15 грудня 1935, Луганськ - 03 грудня 2011 р. Полтава)) — поет.
Народився 15 грудня 1935 р. в м. Луганську.
Помер 03 грудня 2011 р. Похований у Полтаві.
Закінчив Літературний інститут ім. О. М. Горького. Працював редактором у видавництві «Криниця», директором Полтавського клубу письменників.
Писав російською і українською мовами.
Автор поетичних збірок «Пам'ять», «Причетність», «І світлий дім», «Поки живу», «На круги своя», «Стерня».